# Powiat Parchim
Powiat Parchim (niem. Landkreis Parchim) – były niemiecki powiat leżący w południowej części kraju związkowego Meklemburgia-Pomorze Przednie. Od północy graniczył z powiatem Nordwestmecklenburg oraz powiatem Güstrow, od wschodu z powiatem Müritz, do zachodu z powiatem Ludwigslust i miastem na prawach powiatu Schwerin, a od południa z powiatem Prignitz leżącym w Brandenburgii.
Powiat był położony na Pojezierzu Meklemburskim.
Powiat został utworzony w 1994 roku poprzez połączenie dawnych powiatów Parchim, Lübz i Sternberg. W wyniku reformy administracyjnej Meklemburgii-Pomorza Przedniego powiat został włączony 4 września 2011 do nowo utworzonego powiatu Ludwigslust-Parchim.

## Podział administracyjny
W skład powiatu Parchim wchodziło: 
- jedna gmina (niem. amtsfreie Gemeinde)
- osiem urzędów (niem. Amt)

Gmina:
| Lp. | Nazwa gminy | Ludność (31.12.2008) | Powierzchnia km² |
| --- | ----------- | -------------------- | ---------------- |
| 1   | Parchim     | 18.831               | 106,66           |

Urzędy:
| Lp. | Nazwa urzędu               | Ludność (31.12.2008) | Powierzchnia km² | Ilość gmin |
| --- | -------------------------- | -------------------- | ---------------- | ---------- |
| 1   | Banzkow                    | 7.749                | 95,68            | 3          |
| 2   | Crivitz                    | 9.412                | 251,22           | 8          |
| 3   | Eldenburg Lübz             | 14.103               | 423,50           | 16         |
| 4   | Goldberg-Mildenitz         | 7.633                | 245,15           | 7          |
| 5   | Ostufer Schweriner See     | 8.815                | 135,94           | 8          |
| 6   | Parchimer Umland           | 9.316                | 349,24           | 13         |
| 7   | Plau am See                | 8.797                | 234,22           | 5          |
| 8   | Sternberger Seenlandschaft | 13.645               | 391.61           | 13         |